# Liste d'horloges astronomiques en France
Cet article recense les horloges astronomiques  et astrolabiques de France. La plupart d'entre-elles indiquent les phases de la lune (horloges lunaires).

## Liste
| Édifice                                                                                    | Commune           | Département           | Date                      | Notes                                                                              | Coordonnées                        | Illus. |
| ------------------------------------------------------------------------------------------ | ----------------- | --------------------- | ------------------------- | ---------------------------------------------------------------------------------- | ---------------------------------- | ------ |
| Tour de l'horloge de l'Hôtel-de-Ville et son horloge                                       | Aix-en-Provence   | Bouches-du-Rhône      | 1555                      | Horloge lunaire                                                                    | 43° 31′ 47″ nord, 5° 26′ 51″ est   |        |
| Hôtel de ville et son horloge                                                              | Annecy            | Haute-Savoie          | 1970                      | Astrolabe                                                                          | 45° 53′ 57″ nord, 6° 07′ 46″ est   |        |
| Cathédrale Saint-Lazare : horloge lunaire                                                  | Autun             | Saône-et-Loire        |                           | Horloge lunaire                                                                    | 46° 56′ 42″ nord, 4° 17′ 57″ est   |        |
| Tour de l'Horloge et son horloge                                                           | Auxerre           | Yonne                 | 1462                      | Horloge lunaire                                                                    | 47° 47′ 46″ nord, 3° 34′ 12″ est   |        |
| Musée Japy et son horloge                                                                  | Beaucourt         | Territoire de Belfort | 1933                      |                                                                                    | 47° 29′ 06″ nord, 6° 55′ 21″ est   |        |
| Cathédrale Saint-Pierre : horloge médiévale Cathédrale Saint-Pierre : horloge astronomique | Beauvais          | Oise                  | 1305 1865                 | Horloge à lune et carillons Horloge lunaire                                        | 49° 25′ 57″ nord, 2° 04′ 53″ est   |        |
| Cathédrale Saint-Jean : horloge astronomique                                               | Besançon          | Doubs                 | 1860                      | Horloge lunaire                                                                    | 47° 14′ 01″ nord, 6° 01′ 50″ est   |        |
| Musée du Temps : horloge de Sénac Musée du Temps : horloge tarbaise                        | Besançon          | Doubs                 | 1947 1950                 | Horloge squelette d'Émile-Jean Sénac Horloge en bois de Jean-Baptiste Delle-Vedove | 47° 14′ 09″ nord, 6° 01′ 36″ est   |        |
| Grosse cloche : horloge avec cadran à équation solaire                                     | Bordeaux          | Gironde               | 1759                      | Cadran indiquant l'équation du temps Horloge lunaire                               | 44° 50′ 07″ nord, 0° 34′ 16″ ouest |        |
| Cathédrale Saint-Étienne : horloge astronomique                                            | Bourges           | Cher                  | 1424                      | Horloge lunaire                                                                    | 47° 04′ 56″ nord, 2° 23′ 57″ est   |        |
| Cathédrale Notre-Dame : horloge astronomique                                               | Chartres          | Eure-et-Loir          | 1520                      | Horloge lunaire                                                                    | 48° 26′ 50″ nord, 1° 29′ 15″ est   |        |
| Beffroi dit Tour de l'horloge                                                              | Cucuron           | Vaucluse              |                           | Désaffectée Horloge lunaire                                                        | 43° 46′ 22″ nord, 5° 26′ 18″ est   |        |
| Abbaye de la Trinité et son horloge                                                        | Fécamp            | Haute-Normandie       | 1667                      | Horloge lunaire                                                                    | 49° 45′ 19″ nord, 0° 22′ 54″ est   |        |
| Château de Fontainebleau et sa pendule                                                     | Fontainebleau     | Seine-et-Marne        |                           | Horloge d'intérieur, lunaire                                                       | 48° 24′ 07″ nord, 2° 42′ 58″ est   |        |
| Atelier-musée de l'horlogerie                                                              | Fougères          | Ille-et-Vilaine       |                           | Horloge d'intérieur                                                                | 48° 21′ 12″ nord, 1° 12′ 14″ ouest |        |
| Musée alsacien et son horloge                                                              | Haguenau          | Bas-Rhin              | 1958                      | Copie de l'horloge d'UlmHorloge lunaire                                            | 48° 48′ 55″ nord, 7° 47′ 23″ est   |        |
| Musée historique et son horloge                                                            | Haguenau          | Bas-Rhin              | 1905                      | Horloge lunaire                                                                    | 48° 48′ 47″ nord, 7° 47′ 30″ est   |        |
| Musée des sciences : horloge astronomique                                                  | Laval             | Mayenne               | 1867                      | Horloge d'intérieur                                                                | 48° 03′ 57″ nord, 0° 46′ 14″ ouest |        |
| Primatiale Saint-Jean : horloge astronomique                                               | Lyon              | Rhône                 | 1379                      | Horloge lunaire                                                                    | 45° 45′ 39″ nord, 4° 49′ 38″ est   |        |
| Hôtel de ville de Lyon : horloge lunaire du beffroi                                        | Lyon              | Rhône                 |                           |                                                                                    | 45° 46′ 04″ nord, 4° 50′ 06″ est   |        |
| Musée de l'horlogerie et ses horloges (Cart et Chauvin)                                    | Morteau           | Doubs                 | 1990                      | Horloges d'intérieur                                                               | 47° 03′ 15″ nord, 6° 36′ 03″ est   |        |
| Église Saint-Léger et son horloge de la Création                                           | Munster           | Haut-Rhin             |                           |                                                                                    | 48° 02′ 27″ nord, 7° 08′ 22″ est   |        |
| Palais des ducs de Lorraine - Musée lorrain : horloge de Bernard Joyeux                    | Nancy             | Meurthe-et-Moselle    | v. 1747                   | Horloge planétaire                                                                 | 48° 41′ 49″ nord, 6° 10′ 49″ est   |        |
| Aérogare Orly ouest et son horloge                                                         | Orly              | Val-de-Marne          | 1971                      |                                                                                    | 48° 43′ 43″ nord, 2° 21′ 35″ est   |        |
| Bibliothèque Sainte-Geneviève : horloge d'Oronce Finé                                      | Paris             | Paris                 | Fin XVe-début XVIe siècle | Horloge planétaire                                                                 | 48° 50′ 49″ nord, 2° 20′ 45″ est   |        |
| Maison de la Congrégation des frères de Ploërmel et son horloge                            | Ploërmel          | Morbihan              | 1850                      | Horloge lunaire                                                                    | 47° 55′ 53″ nord, 2° 23′ 59″ ouest |        |
| Cathédrale Notre-Dame : horloge lunaire                                                    | Reims             | Marne                 |                           | Horloge lunaire                                                                    | 49° 15′ 13″ nord, 4° 02′ 02″ est   |        |
| Union des Maisons de Champagne et son horloge.                                             | Reims             | Marne                 |                           | Horloge lunaire, astrolabe                                                         |                                    |        |
| Planétarium et son horloge                                                                 | Reims             | Marne                 |                           | Horloge d'intérieur                                                                | 49° 15′ 17″ nord, 4° 02′ 27″ est   |        |
| Musée d'Art et d'histoire et son horloge                                                   | Rochefort         | Charente-Maritime     | 1826                      |                                                                                    | 45° 56′ 08″ nord, 0° 57′ 45″ est   |        |
| Gros-Horloge                                                                               | Rouen             | Seine-Maritime        | XVIe siècle               | Horloge lunaire                                                                    | 49° 26′ 30″ nord, 1° 05′ 28″ est   |        |
| Cathédrale Notre-Dame : horloge astronomique                                               | Saint-Omer        | Pas-de-Calais         | 1558                      | Horloge lunaire                                                                    | 50° 44′ 57″ nord, 2° 15′ 09″ est   |        |
| Tour de l'Horloge et son horloge                                                           | Salon-de-Provence | Bouches-du-Rhône      | 1664                      | Horloge lunaire                                                                    | 43° 38′ 29″ nord, 5° 05′ 50″ est   |        |
| Cathédrale Notre-Dame : horloge astronomique                                               | Strasbourg        | Bas-Rhin              | 1574                      | Horloge lunaire                                                                    | 48° 34′ 55″ nord, 7° 45′ 05″ est   |        |
| Mairie et son horloge                                                                      | Strasbourg        | Bas-Rhin              | 1977                      | Astrolabe Horloge lunaire                                                          | 48° 35′ 04″ nord, 7° 45′ 03″ est   |        |
| Place des Halles et son horloge                                                            | Strasbourg        | Bas-Rhin              | 1979                      | Système astronomique soleil-terre-lune                                             | 48° 35′ 15″ nord, 7° 44′ 33″ est   |        |
| Horlogerie Ungerer : horloge d'Alfred Faullimmel                                           | Weitbruch         | Bas-Rhin              | 1982                      | Astrolabe                                                                          | 48° 45′ 07″ nord, 7° 46′ 32″ est   |        |
| Beffroi et son horloge                                                                     | Tournon-d'Agenais | Lot-et-Garonne        | 1637                      | Horloge lunaire                                                                    | 44° 24′ 00″ nord, 0° 59′ 45″ est   |        |
| Monastère de la Visitation : horloge astronomique du Père Brisson                          | Troyes            | Aube                  | 1860                      |                                                                                    | 48° 17′ 24″ nord, 4° 04′ 40″ est   |        |
| Château de Versailles : Pendule astronomique de Passemant                                  | Versailles        | Yvelines              | 1749                      | Horloge d'intérieur                                                                | 48° 48′ 17″ nord, 2° 07′ 13″ est   |        |
| Mairie de Wassy et son horloge                                                             | Wassy             | Haute-Marne           |                           | En attente de maintenance Horloge lunaire                                          | 48° 29′ 59″ nord, 4° 56′ 55″ est   |        |